# El tercer beso
 El tercer beso  es una película de Argentina en blanco y negro dirigida por Luis César Amadori según su propio guion que se estrenó el 17 de marzo de 1942 y que tuvo como protagonistas a Pedro López Lagar, Silvia Legrand, Amelia Bence y Francisco Álvarez. Por este filme Amelia Bence recibió el Premio Cóndor de Plata a la mejor actriz. 

## Sinopsis
Un hombre soltero debe hacerse pasar por el padre de una adolescente y acabará casándose con la madre de ésta.

## Reparto
- Pedro López Lagar
- Silvia Legrand
- Amelia Bence
- Francisco Álvarez
- Billy Days
- Domingo Márquez
- Gloria Bayardo
- Aurelia Ferrer
- Rosa Martín
- Arturo Bamio
- Mabel Urriola
- Carmen Giménez
- Rossina Grassi
- Leticia Scury